# Paul Ford

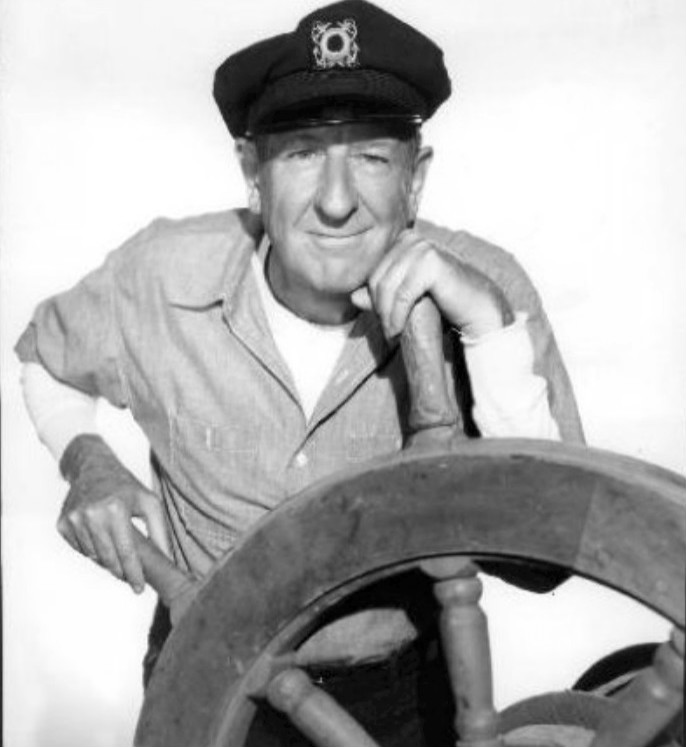
Paul Ford als Sam Bailey (1964)

Paul Ford (* 2. November 1901 in Baltimore, Maryland; † 12. April 1976 in Mineola, New York) war ein US-amerikanischer Schauspieler.

## Leben
Paul Ford ging in eine Lehre als Tischler, machte später seinen Meister und eröffnete sein eigenes Tischlerunternehmen mit seinem Mitarbeiter John Mosch. Daneben arbeitete er im Nebenerwerb als Puppenspieler und -bauer.
Die längste Zeit seines Lebens blieb Ford in seinem Beruf tätig. Seine erste Filmrolle spielte er 1945 als trinkender Polizist in dem Kriminalfilm The House on 92nd Street. Von da an gaben ihm die lokalen Filmstudios Rollen, in denen er vor allem dickliche Polizisten oder strenge Militärs darstellte. 1955 spielte er die Rolle des Colonel Hall in der Sergeant Bilko-Fernsehshow des Komikers Phil Silvers, die ihn über Nacht berühmt machte. Er spielte in weiteren Fernsehserien, so in der Folge The Hat Box aus Alfred Hitchcock Fernsehserie Alfred Hitchcock Presents. Er drehte vor allem in den 60er und 70er Jahren viele bekannte und teilweise auch von ihm selbst mitproduzierte Filme.
Ford, der mit Eva Brown heiratet war, mit der er einen Sohn hatte, starb in Mineola, Long Island, an den Folgen eines Herzinfarkts.

## Filmografie (Auswahl)
- 1945: Das Haus in der 92. Straße (The House on 92nd Street)
- 1948: Stadt ohne Maske (The Naked City)
- 1949: Der Berg des Schreckens (Lust for Gold)
- 1949: Der Mann, der herrschen wollte (All the King’s Men)
- 1950: Verfemt (The Kid from Texas)
- 1950: Mordsache: Liebe (Perfect Strangers)
- 1955: Norby (Fernsehserie, 7 Folgen)
- 1955–1959: The Phil Silvers Show (Fernsehserie, 98 Folgen)
- 1956: Das kleine Teehaus (The Teahouse of the August Moon)
- 1958: Die Heiratsvermittlerin (The Matchmaker)
- 1961: Alfred Hitchcock präsentiert (Alfred Hitchcock Presents, Fernsehserie, Folge The Hat Box)
- 1962: Sturm über Washington (Advise & Consent)
- 1962: Music Man (The Music Man)
- 1962: Immer nur deinetwegen (Who’s Got the Action?)
- 1963: Eine total, total verrückte Welt (It’s a Mad, Mad, Mad, Mad World)
- 1964–1965: Hallo, Käpt'n Bailey (The Baileys of Balboa, Fernsehserie, 26 Folgen)
- 1965: Das Baby und der Haustyrann (Never Too Late)
- 1966: Die Russen kommen! Die Russen kommen! (The Russians Are Coming, the Russians Are Coming)
- 1966: Höchster Einsatz in Laredo (A Big Hand for the Little Lady)
- 1966: Der Spion mit der kalten Nase (The Spy with a Cold Nose)
- 1967: Die Stunde der Komödianten (The Comedians)
- 1970: Der Amerikaner (Lola)
- 1972: Rückkehr nach Oz – Ein Zaubermärchen (Journey Back to Oz, Sprechrolle)